# Ніколас Костянтин Метрополіс
Ніколас Костянтин Метрополіс (англ. Nicholas Constantine Metropolis; 11 червня 1915 — 17 жовтня 1999) — американський математик і фізик грецького походження.
Якийсь час (квітень 1943–1948) працював в Лос-Аламосі над Манхеттенским проектом. Один із творців методу Монте-Карло.

## Робота
Метрополіс отримав ступінь бакалавра в 1937 році в Чиказькому університеті. Там же отримав ступінь доктора філософії (1941) з фізики.  В 1943 перейшов працювати у Лос-Аламос. Разом із Стенлі Френкелем був одним із перших програмістів комп'ютера ENIAC, на якому вони вирішували проблеми ядерної енергетики. За що в 1984 Метрополісу вручили нагороду Піонер комп'ютерної галузі. Після війни працював знову у Чиказькому університеті, проте в 1948 знову повернувся до Лос-Аламоса де очолив групу по проектуванню комп'ютера MANIAC I. З 1957 по 1965 професор фізики у Чиказькому університеті. В 1980 знову повертається до Лос-Аламос.